# Izvestija
Izvestija (ryska: Известия, IPA: [ɪzˈvʲestʲɪjə]) är en nyhetstidning i Ryssland, bildad 1917. Izvestija betyder "levererat meddelande", men översätts i sammanhang av tidningar vanligtvis som "nyheter" eller "rapporter". Tidningen är en av de största nyhetstidningarna i Ryssland och har lånat namn åt Izvestijaturneringen i ishockey, numera Channel One Cup.

## Historia

### 1917–1991

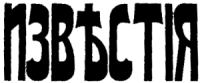
Gammal Izvestia-logo. Den använder två bokstäver som inte längre är i bruk i det ryska alfabetet.

Under sovjeteran, när Pravda fungerade som språkrör för Kommunistpartiet, uttryckte Izvestija regeringens ståndpunkt. Dess fullständiga namn är Izvestija Sovetov Narodnych SSSR (på ryska: Известия Советов народных депутатов СССР, Rapporter från Sovjet av folkets suppleanter i Sovjetunionen).

### 1992–nutid
Efter Sovjetunionens fall beskriver Izvestija sig som en landsomfattande rysk tidning. 2005 hade tidningen en upplaga på 240 967.